# Hervé de Reims
 (mai 2020).
Hervé, ou Hérivé, aristocrate neustrien et conseiller politique né vers 860, a accédé à la dignité d'archevêque métropolite de Reims après une carrière guerrière et surtout diplomatique de premier plan. L'archevêque Hervé de Reims est mort sur son siège épiscopal à Reims le 2 juillet 922.

## Un grand diplomate royal
Issu d'une riche famille neustrienne, possible membre de la famille de Châtillon-sur-Marne, Hervé épouse d'abord les querelles de son temps. Ardent promoteur de la défense des côtes que mènent avec efficacité les ducs de France contre les Normands, il sert la famille robertienne. La quarantaine approchant, cet aristocrate lettré et instruit glisse insensiblement vers des fonctions de représentation diplomatique et de défense de l'espace public et religieux. Signe de ceci, il correspond avec le pape.
Le service du diplomate devient incontournable auprès de ses protecteurs robertiens. Il est conseiller attitré et chancelier du roi Eudes, régulièrement élu roi de Francie occidentale en 888 par l'assemblée des grands de Neustrie. Mais ce dernier duc de France, en spoliant l'héritier légitime carolingien Charles le Simple (sacré en 893) échappe difficilement au qualificatif d'usurpateur du trône. Comprenant la précoce intelligence de Charles III, Hervé est le principal artisan de l'accord de réconciliation entre Eudes et le jeune souverain carolingien, après d'âpres négociations conduites en 896-897 sous l'arbitrage chrétien de Foulques le Vénérable métropolite de Reims et chancelier de Charles.
Eudes reconnaît Charles le Simple comme son digne successeur et Charles admet la légitimité élective du roi Eudes. Les deux administrations royales concurrentes fusionnent et, à la mort du roi Eudes en 898 à La Fère (Eudes reconnaît une nouvelle fois sur son lit de mort Charles comme son successeur), Hervé est nommé conseiller du roi Charles.

## Archevêque de Reims
La succession royale s'étant harmonieusement déroulée en 898 grâce à Hervé, Charles le Simple apprécie pleinement les qualités de son conseiller. Au faîte de sa puissance, le jeune souverain le désigne héritier de son chancelier Foulques le Vénérable, métropolitain de Reims : Hervé est donc nommé archevêque de Reims en 900 après l'assassinat de Foulques. Aussitôt il réunit et préside un concile provincial afin de promouvoir une réforme du clergé et d'entraver la dilapidation des biens d'Église au profit des puissants et au détriment du menu peuple des fidèles. L'archevêque mène une active politique d'évangélisation aux frontières de l'imperium francorum. 
Mais les incessants troubles aux frontières et surtout la pénétration des Normands à l'ouest, des Hongrois à l'est, des Sarrasins au Sud, rendent illusoire la paix chrétienne en Francie. Hervé réunit en 909 un second concile provincial à Trosly, en présence de Gui archevêque de Rouen avec qui il était en étroite liaison, afin de déterminer les mesures d'urgences à prendre pour assurer la protection des églises et de leurs biens thésaurisés (trésors ecclésiastiques), si vulnérables.

## Un maître de la politique négociée
Les difficultés assaillant Charles le Simple sur tous les fronts, son conseiller Hervé est mis au premier plan. Disposant d'une solide expérience diplomatique et politique, battant le rappel de son équipe de négociateurs et collaborateur dévoués, garant d'une politique chrétienne de par son statut de prélat, il est nommé archichancelier de Charles III en 910. La sécurité du royaume, objet de sa mission, est devenue cruciale. Hervé devient le principal artisan d'une négociation avec les Normands qui nuisent grandement au commerce fluvial, de l'embouchure des fleuves qu'ils remontent jusqu'à la plus modeste rivière navigable. Il a compris, malgré les discours alarmiste des chrétiens spoliés, que tous les Northmanni ne sont pas des pirates ou des soudards seulement avides de proies et de butins. Mais aussi des maîtres de guerre, des commerçants et des entrepreneurs, épris de valeurs et d'honneur, et recherchant une forme de respectabilité. 
Son équipe diplomatique négocie le traité de Saint-Clair sur Epte en 911, installant le chef normand Rollon à la tête du comté de Rouen (à l'origine du futur duché de Normandie), des rivages de la Manche à l'embouchure de la Seine. Hervé n'oublie pas ses fonctions religieuses et organise l'évangélisation de la future Normandie au cours de négociations avec le dux Rollon. Cet accord religieux prévoit tacitement une extension du domaine de Rollon, créant ipso facto une marche destinée à progresser vers l'ouest normand : cette partie de la Neustrie est donc appelée à devenir le duché de Normandie. 

## Retraite et disgrâce
Mais la suite est moins brillante pour Hervé : accablé par les années, il poursuit certes sa lourde tâche archiépiscopale, mais il n'est plus qu'un archichancelier sans mission ni sans pouvoir réels, décrié et vilipendé par les conseillers courtisans de Charles le Simple, qui préfère l'oublier. Le souverain carolingien est d'ailleurs irrésistiblement attiré par la Lotharingie, dont il devient roi en 911 : il prise fort le retour nostalgique au pays de ses ancêtres carolingiens. Il délaisse de plus en plus l'incertain Occident de la Francie, en proie à d'intenses autant que vétilleuses querelles entre les dynasties princières locales, pour se consacrer au cœur de la Francie, qu'il croit paisible. 
Le souverain accorde une faveur excessive à son chancelier Haganon qui propose de rétablir un illusoire pouvoir impérial, alors que les fonctions régaliennes fondamentales tombent en poussière sous les pillages et les exactions nordiques ou hongroises en Lotharingie. Il ne parvient qu'à soulever une violente insurrection aristocratique. L'archevêque Hervé revêt alors son costume de guerre, lève le ban de guerre et alerte ses alliés, convoque une armée et vient au secours de son souverain menacé.
Le vieil Hervé condamne sans ambages la politique excessive de Haganon auquel Charles garde une confiance démesurée. Hervé moribond est alors révoqué en 922 de son titre honorifique d'archichancelier. Désormais les successeurs métropolitains d'Hervé, échaudés sur l'attitude royale, ne viendront plus au secours du souverain, qui est déchu et perd son trône en juin 922 au profit du duc de France Robert Ier, frère du roi Eudes, puis captif en 923.